# Авіаційна промисловість

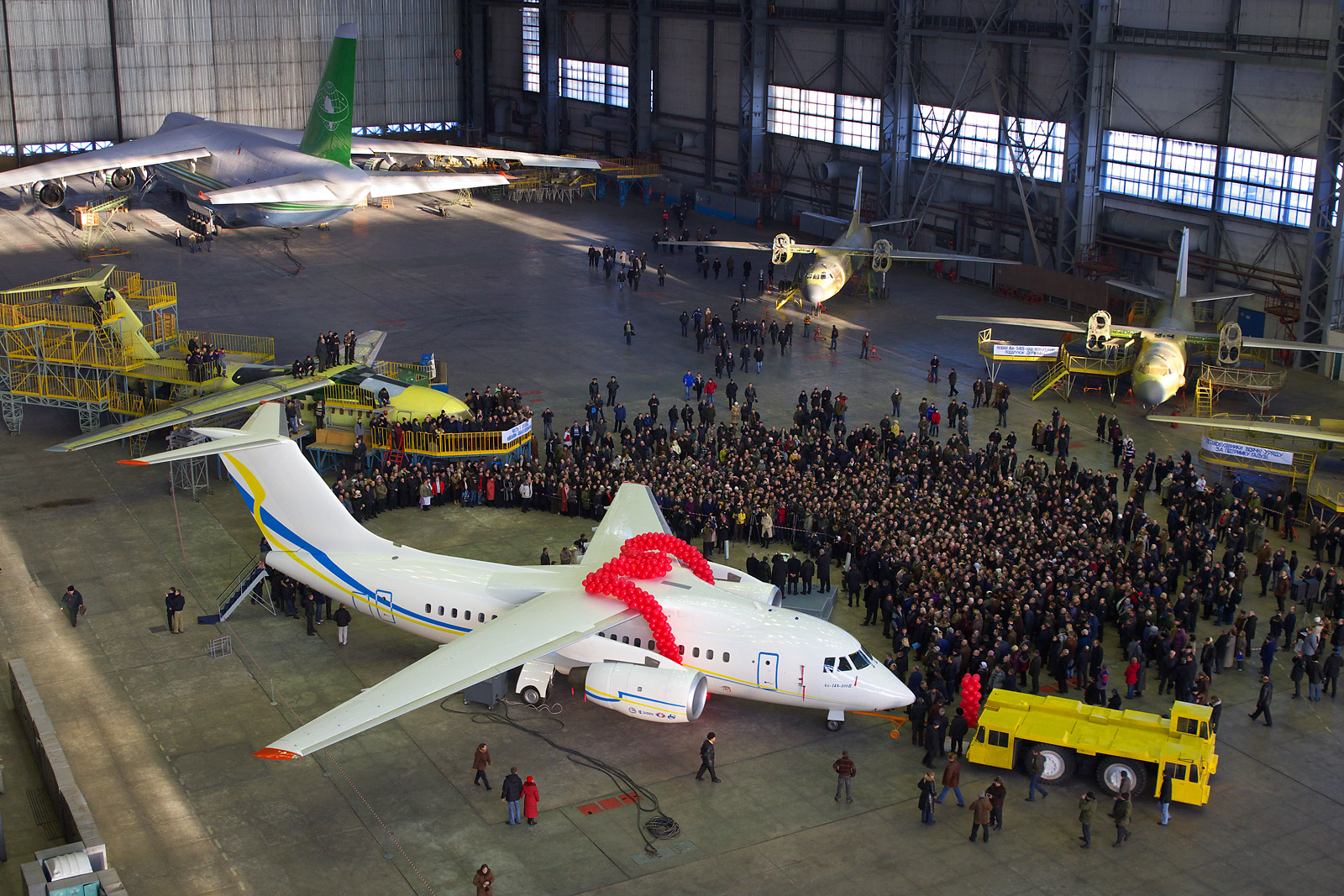
Серійний завод Антонов, Ан-148

Авіаці́йна промисло́вість чи Авіабудівна промисловість  — галузь машинобудування, що виробляє літаки, гвинтокрили, авіаційні двигуни, прилади і устаткування для авіації.
Як велика галузь авіаційна промисловість розвинулася в останні роки Першої світової війни, коли літаки почали широко застосовуватись для потреб війни. В Росії авіаційні підприємства виникли напередодні першої світової війни; у роки війни там працювало більше 10 невеликих заводів. В Україні до революції АП фактично не було — існувало лише декілька майстерень, хоча перші успіхи царської авіації, відбулися саме на теренах України, та сталися 1910 року — 4 червня, професор Київського політехнічного інституту князь Олександр Кудашев пролетів декілька десятків метрів на літаку-біплані власної побудови а Ігор Сікорський ще у 1908–1912 роках побудував у Києві 6 моделей літаків та гелікоптер, перші-ж авіаційні підприємства в Україні виникли в 1915...16 роках в селищі Червоному Бердичівського повіту.

## Авіаційна промисловість СРСР
Радянська авіаційна промисловість була створена в роки довоєнних п'ятирічок. Радянські авіаконструктори Д. П. Григорович, С. В. Ільюшин, С. О. Лавочкін, А. І. Мікоян, М. І. Гуревич, В. М. Петляков, М. М. Полікарпов, А. Н. Туполєв, О. С. Яковлєв та інші створили ряд оригінальних конструкцій літаків. Деякі з них своїми технічними даними перевершували найкращі закордонні конструкції. В роки Другої світової війни (1941—45), авіаційна промисловість СРСР відіграла видатну роль; за короткий час було впроваджено в масове виробництво низки нових типів літаків, авіадвигунів і приладів. Протягом останніх років війни, авіаційна промисловість СРСР випускала щороку до 40 тис. літаків. У післявоєнні роки авіаційна промисловість набула подальшого розвитку.
Освоєно виробництво реактивних літаків з надзвуковими швидкостями, вертольотів, найновішого обладнання для літаків, радіолокаційних та інших установок. Постачаючи радянським військовим силам нові типи бойових літаків, АП колишнього СРСР, одночасно виробляла велику кількість літаків для цивільної авіації. Створено пасажирські реактивні літаки Ту-104, Ту-104А, Ту-104Б, Ту-110 конструкції А. М. Туполєва, пасажирські літаки з турбогвинтовими двигунами Іл-18 конструкції С. В. Ільюшина, Ан-10 конструкції О. К. Антонова, Ту-114 конструкції А. М. Туполєва.
Організовано серійне виробництво великих вертольотів Як-24 конструкції О. С. Яковлєва, вертольотів Мі-1 та Мі-4 конструкції М. Л. Міля і вертольотів Ка-15 конструкції М. І. Камова. Випущено турбогвинтовий вертоліт Мі-6 вантажністю 12 т конструкції М. Л. Миля. В авіаційній промисловості, СРСР широко використав нові технологічні процеси і передові форми організації виробництва.

## Авіаційна промисловість України
В Україні, авіаційну промисловість створено за роки Радянської влади; вона випускала літаки, авіадвигуни, прилади, агрегати та інше обладнання для авіації. В роки першої п'ятирічки збудовано заводи, які виготовляли пасажирські літаки К-3, К-5, К-6 конструкції К. О. Калініна, а також авіадвигуни М-11 побудови А. Д. Швецова, В 1932...35 роках, колектив інженерів-викладачів Харківського авіаційного інституту (С. Я. Жолковський, Л. Д. Арсон та інші) з участю студентів під керівництвом завідувача кафедрою літакобудування інституту Й. Г. Немана створив швидкісні літаки ХАІ-1 і ХАІ-5, серійне виробництво яких було організоване в 2-й половині 30-х років.
У 1937...39 роках в Харкові український авіаконструктор А. М. Люлька створив перший в СРСР дослідний потужний турбокомпресорний повітряно-реактивний двигун. Після Другої світової війни, в Україні було налагоджено виробництво літаків конструкції О. К. Антонова, які широко застосовуються в транспортній, пасажирській, санітарній, полярній та сільськогосподарській авіації. Освоєно серійне виробництво потужних літаків, а також поршневих і турбогвинтових авіадвигунів. Дослідно-конструкторське бюро, очолюване О. К. Антоновим, створило низку турбогвинтових літаків, на яких встановлювались двигуни конструкції О. Г. Івченка, що дає можливість говорити про створення в Україні практично повного циклу виробництва авіаційної техніки.

## Авіаційна промисловість у світі
У західних країнах велике виробництво літаків розгорнулося в останні роки Першої світової війни (в США, Англії, Франції і Німеччині). Під час Другої світової війни зростання авіаційної промисловості, супроводжувалося великою концентрацією виробництва і капіталу. Прибутки монополій досягли величезних розмірів. В кінці війни США виробляли 97 тис. літаків, Англія — 30 тис., Німеччина (з окупованими країнами) — 40 тис. літаків на рік. Серед капіталістичних країн найбільш розвинену авіаційну промисловість мали США. 1958 року, в авіаційній промисловості США працювало понад 750 тис. робітників, випускалося 11 тис. літаків; в авіаційній промисловості Англії — 280 тис. осіб, з 1956 по січень 1959 випущено близько 1850 літаків. В авіаційній промисловості Франції 1958 працювало близько 80 тис. осіб, які виробляли до 550 літаків на рік.
Серед інших країн, велику авіаційну промисловість мають Канада та Бразилія.